# Bolitoglossa
Bolitoglossa – rodzaj płazów ogoniastych z podrodziny Hemidactyliinae w rodzinie bezpłucnikowatych (Plethodontidae).

## Zasięg występowania
Rodzaj obejmuje gatunki występujące w północno-wschodnim Meksyku przez środkowy i południowy Meksyk, Amerykę Środkową oraz w Kolumbii, Wenezueli, Ekwadorze, Peru, północno-wschodniej Brazylii i środkowej Boliwii.

## Systematyka

### Etymologia
- Oedipus: gr. οιδος oidos, οιδευς oideus „obrzęk”, od οιδεω oideō „nabrzmiewać, pęcznieć”; πους pous, ποδος podos „stopa”[11]. Gatunek typowy: Salamandra platydactylus J.E. Gray, 1831; nazwa zajęta przez Oedipus Berthold, 1827 (prostoskrzydłe)[b].
- Bolitoglossa: gr. βωλιτης bōlitēs „grzyb”; γλωσσα glōssa „język”[2].
- Magnadigita: łac. magnus „wielki, duży, potężny”; digitus „palec, palec u nogi”[13]. Gatunek typowy: Bolitoglossa nigroflavescens Taylor, 1941 (= Oedipus franklini Schmidt, 1936).
- Palmatotriton: łac. palmatus „dłoniasty”; gr. τρίτων tritōn „traszka”[14]. Gatunek typowy: Oedipus rufescens Cope, 1869[c].
- Nanotriton: gr. νανος nanos „karzeł”; τρίτων tritōn „traszka”[7]. Gatunek typowy: Oedipus rufescens Cope, 1869.
- Oaxakia: Oaxaca, południowy Meksyk[8]. Gatunek typowy: Oedipus macrinii Lafrentz, 1930.
- Pachymandra: gr. παχυς pakhus „szeroki, gruby”; σαλαμανδρα salamandra „salamandra”[8]. Gatunek typowy: Spelerpes dofleini Werner, 1903.
- Mayamandra: Majowie (ang. Maya), starożytny lud i cywilizacja z południowego Meksyku i Jukatanu; gr. σαλαμανδρα salamandra „salamandra”[9]. Gatunek typowy: Bolitoglossa hartwegi Wake & Brame, 1969.

### Podział systematyczny
Do rodzaju należą następujące gatunki:

- Bolitoglossa „altamazonica” Cusi, Gagliardi-Urrutia, Brcko, Wake & von May, 2020
- Bolitoglossa adspersa (Peters, 1863)
- Bolitoglossa alberchi García-París, Parra-Olea, Brame & Wake, 2002
- Bolitoglossa altamazonica (Cope, 1874)
- Bolitoglossa alvaradoi Taylor, 1954
- Bolitoglossa anthracina Brame, Savage, Wake & Hanken, 2001
- Bolitoglossa aurae Kubicki & Arias, 2016
- Bolitoglossa aureogularis Boza-Oviedo, Rovito, Chaves, García-Rodríguez, Artavia, Bolaños & Wake, 2012
- Bolitoglossa awajun Cusi, Gagliardi-Urrutia, Brcko, Wake & von May, 2020
- Bolitoglossa biseriata Tanner, 1962
- Bolitoglossa bolanosi Arias, Chaves & Parra-Olea, 2024
- Bolitoglossa borburata Trapido, 1942
- Bolitoglossa bramei Wake, Savage & Hanken, 2007
- Bolitoglossa caldwellae Brcko, Hoogmoed & Neckel-Oliveira, 2013
- Bolitoglossa capitana Brame & Wake, 1963
- Bolitoglossa carri McCranie & Wilson, 1993
- Bolitoglossa cataguana Townsend, Butler, Wilson & Austin, 2009
- Bolitoglossa cathyledecae Ponce, Navarro, Morales & Batista, 2022
- Bolitoglossa celaque McCranie & Wilson, 1993
- Bolitoglossa centenorum Campbell, Smith, Streicher, Acevedo & Brodie, 2010
- Bolitoglossa cerroensis (Taylor, 1952)
- Bolitoglossa chica Brame & Wake, 1963
- Bolitoglossa chinanteca Rovito, Parra-Olea, Lee & Wake, 2012
- Bolitoglossa chucantiensis Batista, Köhler, Mebert & Vesely, 2014
- Bolitoglossa coaxtlahuacana Palacios-Aguilar, Cisneros-Bernal, Arias-Montiel & Parra-Olea, 2020
- Bolitoglossa colonnea (Dunn, 1924)
- Bolitoglossa compacta Wake, Brame & Duellman, 1973
- Bolitoglossa conanti McCranie & Wilson, 1993
- Bolitoglossa copia Wake, Hanken & Ibáñez, 2005
- Bolitoglossa copinhorum Itgen, Sessions, Wilson & Townsend, 2020
- Bolitoglossa cuchumatana (Stuart, 1943)
- Bolitoglossa cuna Wake, Brame & Duellman, 1973
- Bolitoglossa daryorum Campbell, Smith, Streicher, Acevedo & Brodie, 2010
- Bolitoglossa decora McCranie & Wilson, 1997
- Bolitoglossa diaphora McCranie & Wilson, 1995
- Bolitoglossa digitigrada Wake, Brame & Thomas, 1982
- Bolitoglossa diminuta Robinson, 1976
- Bolitoglossa dofleini (Werner, 1903)
- Bolitoglossa dunni (Schmidt, 1933)
- Bolitoglossa engelhardti (Schmidt, 1936)
- Bolitoglossa epimela Wake & Brame, 1963
- Bolitoglossa equatoriana Brame & Wake, 1972
- Bolitoglossa eremia Campbell, Smith, Streicher, Acevedo & Brodie, 2010
- Bolitoglossa flavimembris (Schmidt, 1936)
- Bolitoglossa flaviventris (Schmidt, 1936)
- Bolitoglossa franklini (Schmidt, 1936)
- Bolitoglossa gomezi Wake, Savage & Hanken, 2007
- Bolitoglossa gracilis Bolaños, Robinson & Wake, 1987
- Bolitoglossa guaneae Acosta-Galvis & Gutiérrez-Lamus, 2012
- Bolitoglossa guaramacalensis Schargel, García-Pérez & Smith, 2002
- Bolitoglossa hartwegi Wake & Brame, 1969
- Bolitoglossa heiroreias Greenbaum, 2004
- Bolitoglossa helmrichi (Schmidt, 1936)
- Bolitoglossa hermosa Papenfuss, Wake & Adler, 1984
- Bolitoglossa hiemalis Lynch, 2001
- Bolitoglossa huehuetenanguensis Campbell, Smith, Streicher, Acevedo & Brodie, 2010
- Bolitoglossa hypacra (Brame & Wake, 1962)
- Bolitoglossa indio Sunyer, Lotzkat, Hertz, Wake, Aléman, Robleto & Köhler, 2008
- Bolitoglossa insularis Sunyer, Lotzkat, Hertz, Wake, Aléman, Robleto & Köhler, 2008
- Bolitoglossa jacksoni Elias, 1984 – grzybozorek gwatemalski[16]
- Bolitoglossa jugivagans Hertz, Lotzkat & Köhler, 2013
- Bolitoglossa kamuk Boza-Oviedo, Rovito, Chaves, García-Rodríguez, Artavia, Bolaños & Wake, 2012
- Bolitoglossa kaqchikelorum Campbell, Smith, Streicher, Acevedo & Brodie, 2010
- Bolitoglossa la Campbell, Smith, Streicher, Acevedo & Brodie, 2010
- Bolitoglossa leandrae Acevedo, Wake, Márquez, Silva-Pérez, Franco-Pallares & Amézquita, 2013
- Bolitoglossa lignicolor (Peters, 1873)
- Bolitoglossa lincolni (Stuart, 1943)
- Bolitoglossa longissima McCranie & Cruz-Díaz, 1996
- Bolitoglossa lozanoi Acosta-Galvis & Restrepo, 2001
- Bolitoglossa macrinii (Lafrentz, 1930)
- Bolitoglossa madeira Brcko, Hoogmoed & Neckel-Oliveira, 2013
- Bolitoglossa magnifica Hanken, Wake & Savage, 2005
- Bolitoglossa marmorea (Tanner & Brame, 1961)
- Bolitoglossa medemi Brame & Wake, 1972
- Bolitoglossa meliana Wake & Lynch, 1982
- Bolitoglossa mexicana Duméril, Bibron & Duméril, 1854 – grzybozorek meksykański[17]
- Bolitoglossa minutula Wake, Brame & Duellman, 1973
- Bolitoglossa mombachoensis Köhler & McCranie, 1999
- Bolitoglossa morio (Cope, 1869)
- Bolitoglossa mucuyensis García-Gutiérrez, Escalona, Mora, de Pascual & Fermin, 2013
- Bolitoglossa muisca López-Perilla, Fernández-Roldán, Meza-Joya & Medina-Rangel, 2023
- Bolitoglossa mulleri (Brocchi, 1883)
- Bolitoglossa nicefori Brame & Wake, 1963
- Bolitoglossa nigrescens (Taylor, 1949)
- Bolitoglossa ninadormida Campbell, Smith, Streicher, Acevedo & Brodie, 2010
- Bolitoglossa nussbaumi Campbell, Smith, Streicher, Acevedo & Brodie, 2010
- Bolitoglossa nympha Campbell, Smith, Streicher, Acevedo & Brodie, 2010
- Bolitoglossa oaxacensis Parra-Olea, García-París & Wake, 2002
- Bolitoglossa obscura Hanken, Wake & Savage, 2005
- Bolitoglossa occidentalis Taylor, 1941
- Bolitoglossa odonnelli (Stuart, 1943)
- Bolitoglossa omniumsanctorum (Stuart, 1952)
- Bolitoglossa oresbia McCranie, Espinal & Wilson, 2005
- Bolitoglossa orestes Brame & Wake, 1962
- Bolitoglossa pacaya Campbell, Smith, Streicher, Acevedo & Brodie, 2010
- Bolitoglossa palmata (Werner, 1897)
- Bolitoglossa pandi Brame & Wake, 1963
- Bolitoglossa paraensis (Unterstein, 1930)
- Bolitoglossa peruviana (Boulenger, 1883)
- Bolitoglossa pesrubra (Taylor, 1952)
- Bolitoglossa phalarosoma Wake & Brame, 1962
- Bolitoglossa platydactyla (Gray, 1831)
- Bolitoglossa porrasorum McCranie & Wilson, 1995
- Bolitoglossa psephena Campbell, Smith, Streicher, Acevedo & Brodie, 2010
- Bolitoglossa pygmaea Bolaños & Wake, 2009
- Bolitoglossa qeqom Dahinten-Bailey, Serrano, Alonso-Ascencio, Cruz-Font, Rosito-Prado, Ruiz-Villanueva, Vásquez-Almazán & Ariano-Sánchez, 2021
- Bolitoglossa ramosi Brame & Wake, 1972
- Bolitoglossa riletti Holman, 1964
- Bolitoglossa robinsoni Bolaños & Wake, 2009
- Bolitoglossa robusta (Cope, 1894)
- Bolitoglossa rostrata (Brocchi, 1883)
- Bolitoglossa rufescens (Cope, 1869)
- Bolitoglossa salvinii (Gray, 1868)
- Bolitoglossa savagei Brame & Wake, 1963
- Bolitoglossa schizodactyla Wake & Brame, 1966
- Bolitoglossa silverstonei Brame & Wake, 1972
- Bolitoglossa sima (Vaillant, 1911)
- Bolitoglossa sombra Hanken, Wake & Savage, 2005
- Bolitoglossa sooyorum Vial, 1963
- Bolitoglossa splendida Boza-Oviedo, Rovito, Chaves, García-Rodríguez, Artavia, Bolaños & Wake, 2012
- Bolitoglossa striatula (Noble, 1918)
- Bolitoglossa stuarti Wake & Brame, 1969
- Bolitoglossa subpalmata (Boulenger, 1896)
- Bolitoglossa suchitanensis Campbell, Smith, Streicher, Acevedo & Brodie, 2010
- Bolitoglossa synoria McCranie & Köhler, 1999
- Bolitoglossa tamaense Acevedo, Wake, Márquez, Silva, Franco & Amézquita, 2013
- Bolitoglossa tapajonica Brcko, Hoogmoed & Neckel-Oliveira, 2013
- Bolitoglossa tatamae Acosta-Galvis & Hoyos, 2006
- Bolitoglossa taylori Wake, Brame & Myers, 1970
- Bolitoglossa tenebrosa Vazquez-Almazán & Rovito, 2014
- Bolitoglossa tica García-París, Parra-Olea & Wake, 2008
- Bolitoglossa tzultacaj Campbell, Smith, Streicher, Acevedo & Brodie, 2010
- Bolitoglossa vallecula Brame & Wake, 1963
- Bolitoglossa veracrucis Taylor, 1951
- Bolitoglossa walkeri Brame & Wake, 1972
- Bolitoglossa xibalba Campbell, Smith, Streicher, Acevedo & Brodie, 2010
- Bolitoglossa yariguiensis Meza-Joya, Hernández-Jaimes & Ramos-Pallares, 2017
- Bolitoglossa yucatana (Peters, 1882)
- Bolitoglossa zacapensis Rovito, Vásquez-Almazán & Papenfuss, 2010
- Bolitoglossa zapoteca Parra-Olea, García-París & Wake, 2002